# Carlos Garnett
Carlos Garnett, född 1 december 1938 i Panamakanalzonen, död 3 mars 2023, var en framstående panamansk-amerikansk jazzmusiker.  
Garnett växte upp i Panama och började spela tenorsaxofon 1957. Han framförde bland annat calypso och latinsk musik. Han flyttade till New York 1962. Där skivdebuterade han med Freddie Hubbard några år senare, och var efter det fast medlem i grupper ledda av inga mindre än Miles Davis, Charles Mingus, Art Blakey, Andrew Hill m.fl. Under 1980-talet var Garnett musikaliskt inaktiv, men gjorde comeback 1996 med albumet Fuego En Mi Alma. Sedan 2003 bodde han åter i Panama, men turnerade runt i världen när tillfälle gavs.
År 2007 sverigedebuterade Carlos Garnett som gäst med Jonas Kullhammar vid en konsert på Mosebacke i Stockholm i samband med att Sonny Rollins skulle ta emot Polarpriset.

## Diskografi
- 2001 Moon Shadow
- 1999 Under Nubian Skies
- 1996 Resurgence
- 1996 Fuego En Mi Alma
- 1977 The New Love
- 1976 Cosmos Nucleus
- 1975 Let This Melody Ring on
- 1974 Fire
- 1974 Black Love
- 1974 Journey to Enlightenment